# Zaprionus megalorchis
Zaprionus megalorchis är en tvåvingeart som beskrevs av Chassagnard och Tsacas 1993. Zaprionus megalorchis ingår i släktet Zaprionus och familjen daggflugor.
Artens utbredningsområde är Kongo. Inga underarter finns listade i Catalogue of Life.